# HMCS Guelph (K687)
HMCS Guelph (K687) je bila korveta izboljšanega razreda Flower, ki je med drugo svetovno vojno plula pod zastavo Kraljeve kanadske vojne mornarice.

## Zgodovina
Ladjo so leta 1945 prodali v Panamo, kjer je obdržala ime, a so jo preuredili v trgovsko ladjo.